# Islotes de Mouillage
Los Islotes de Mouillage (en francés: Ilots du Mouillage) son un grupo de cayos pequeños también conocidos como "Les 3 Ilots du Mouillage" (Los 3 islotes de Mouillage); pertenecen a Nueva Caledonia, un territorio de ultramar de Francia. Además, se sitúan detrás de la barrera de coral oriental, que abarca el sistema de arrecifes Chesterfield. Los cayos se encuentran a lo largo del borde oriental de la laguna justo en el lado posterior de la barrera de arrecifes. Aquí es donde los arrecifes y cayos ofrecen protección de las fuertes olas del Pacífico. La parte oriental de la laguna está protegida por una hilera de rocas bajas, mientras que un banco de arena protege la porción occidental.